# もがり笛（曖昧さ回避）
もがり笛（虎落笛）は冬の自然現象の一つ。冬の強い寒風が葉がなくなった木の枝、電線の間などを通る時に出す音。かん高い音であることが特徴であるため"笛"の表現が用いられている。

## 季語
上記のように冬に特有な現象であるため、俳句や短歌などでは冬の季語として用いられる。冬の季語としては広く多くの場面で用いられている。

## 比喩
人がそう外を出歩かない冬に特有であること、冬が孤独が浮き彫りになる季節であることなどから寂しさや孤独、どこかに一人で閉じ込められた人があげる声などの比喩に用いられる。

## 物語
- もがり笛 - 相棒season9 第15話（2011年2月16日放送）
- もがり笛 - 1967年から1968年にかけてのTBS系列のテレビドラマ